# Gonomyia pauaiensis
Gonomyia pauaiensis är en tvåvingeart som beskrevs av Alexander 1934. Gonomyia pauaiensis ingår i släktet Gonomyia och familjen småharkrankar. Inga underarter finns listade i Catalogue of Life.